# John Price
John Wesley Price (Miami, 19 de janeiro de 1920 — 26 de maio de 1991) foi um velejador estadunidense, medalhista olímpico. Ele competiu nos Jogos Olímpicos de Verão de 1952 na classe Star e conquistou a medalha de prata na disputa a bordo do Comanche com John Reid.